# Riu Barada
El Barada (àrab: بَرَدَى, Baradà) és el principal riu que passa per Damasc, la capital de Síria.

## Etimologia
Es creu que Barada deriva de la paraula barid, que significa ‘fred’ en les llengües semítiques. El nom grec antic del riu era Chrysorrhoas (grec: Χρυσορρόας), que significa ‘corrent d'or’.

## Topografia i fonts
A tota la regió àrida de l'altiplà a l'est de Damasc, els oasis, els rierols i alguns rius menors que desemboquen en pantans i petits llacs proporcionen aigua per al reg local. El més important d'ells és el Barada, un riu que neix a les muntanyes del Antilíban i desapareix al desert.

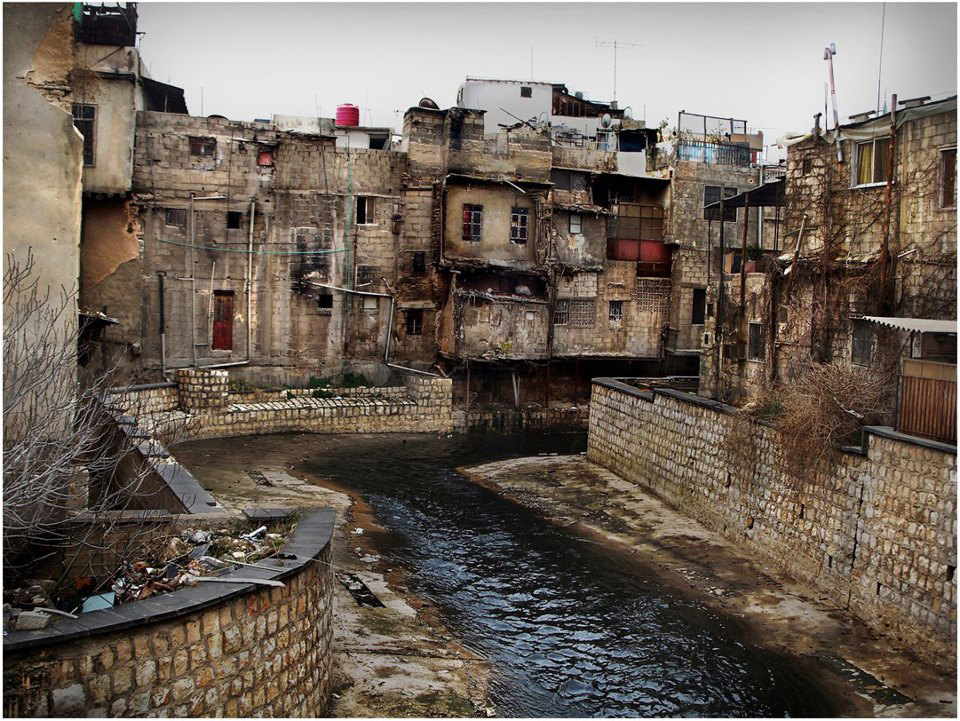
El Barada al barri de Bab al-Salam de la ciutat antiga de Damasc.

El Barada brolla de la font càrstica d'Ain al-Fijah, a uns 27 quilòmetres al nord-oest de Damasc a les muntanyes Antilíban, però la seva veritable font és el llac Barada, un petit llac que també és una font càrstica situada. a uns 8 quilòmetres de Zabadani.
El Barada baixa per un congost estret i costerut anomenat Rabwe abans d'arribar a Damasc, on es divideix en set branques que irriguen l'oasi d'Al Ghuta, on es troba Damasc. El riu ha patit una forta sequera en les últimes dècades, principalment a causa de les menors taxes de pluja i el gran augment de la població a la zona. També pateix greus problemes de contaminació, sobretot a l'estiu, on gairebé no hi ha cabal i poca aigua a la conca.

## Ramificació

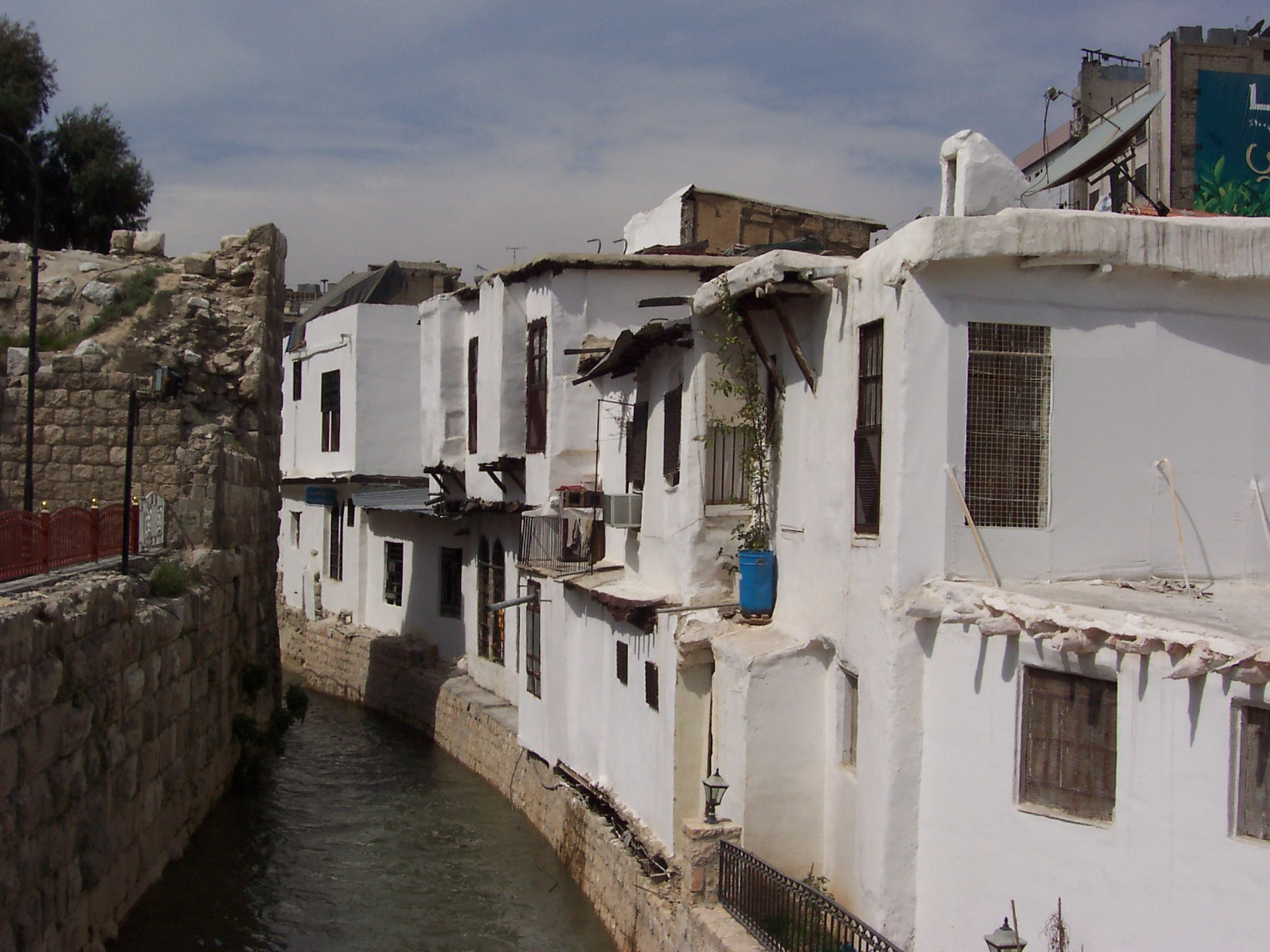
Les aigües del Barada properes a la ciutadella de Damasc.

L'aigua de Barada es ramifica al poble de Hameh i el congost de Rabweh en sis distribuïdors o canals, dos dels quals, Yazid i Tora, es bifurquen a la riba nord, mentre que els quatre restants, Mezzawi, Derani, Qanawat i Banias, es formen al sud.
El canal Yazid discorre cap al nord fins als districtes de Salihya i Qabun; Tora, la més antiga de totes, passa pel districte d'Al-Jisr Al-Abyad, en direcció a Jobar i Harasta; el Mezzawi atravessa Mezzeh; el Derani corre cap a Darya; el Banias passa pel Museu Nacional al nord de la Ciutadella i arriba a Bab Tuma; i, finalment, el canal de Qanawat va pels barris del sud de la ciutat vella, seguint la Via Recta.
Fora de la ciutat de Damasc, l'aigua s'acumula per abocar-se al riu Qleit que corre fins al Ghuta oriental.